# パーヴォ・タルヴェラ
パーヴォ・タルヴェラ（Paavo Talvela、1897年2月19日 - 1973年9月30日）は、フィンランドの軍人、ビジネスマン。歩兵大将。

## 経歴

### 出自
ヴァンター出身。11人兄弟の末っ子であった。 苗字は本来「トーレン」（Thorén）であったが、1905年に彼の家族が「タルヴェラ」へと変更した。16歳の時中等教育も受けないまま家を飛び出し、ホーン岬を経てオーストラリアへと渡る。帰国後フィンランド商業大学に入学。1916年1月、講師の勧めでドイツに渡り、主としてフィンランド人から成る第27プロシア猟兵大隊に入隊、第一次世界大戦の東部戦線に参加する。ミサ川の戦い、リガ湾にてロシア軍と戦闘。1917年春、極秘任務の命を受けスウェーデンからフィンランド国境に向かうが、武器密輸の嫌疑でスウェーデン政府当局に拘束される。
ルレオ、ウプサラに抑留され、夏に釈放された。しかしなおも任務を継続しようとしたため、フィンランドに強制送還されてしまった。

### フィンランド内戦
1917年12月、「マックス・シュトルムステン」との名を使い偽造パスポートで独立間もないフィンランドに帰国したタルヴェラは、翌年1月、白衛軍に参加。フィンランド内戦勃発後の1月31日、スーポヒア郡の指揮官としてクリスチーネスタッドを解放した。3月、サタクンタ県統一戦線の一環としてアハライネンの戦いに参加。エルンスト・リンデルよりポリ第8連隊の第2大隊長と大尉に任ぜられる。4月には少佐へと昇進し、エケナースにて終戦を迎える。当時21歳のタルヴェラはフィンランド最年少の少佐であった。
1919年6月、ロシア内戦に乗じカレリア奪取を目的とした遠征隊を指揮。オロネツを奪取し、ペトロザヴォーツクへと進撃せんとするも、赤軍はラドガ湖畔に大部隊を集めており、遠征隊は壊滅的被害を出して撤退した。9月、アールネ・シフヴォ中佐率いる遠征隊の山岳猟兵部隊長として再度カレリア奪取に赴く。1920年、タルトゥ条約が締結されたが、レポラおよびポロゼロの領有権の放棄というものであった。
帰国後、ヴィルホ・ネノネンの計らいで砲兵学校に入学、また1923年にイギリス・エセックスのショーブリネスの沿岸砲兵学校に留学した。1924年には参謀本部アカデミーに入学。
一方、東カレリアではタルトゥ条約に不満を持ち部隊撤収を拒否した「森のゲリラ」と呼ばれる元白衛軍兵士たちによるゲリラ戦が展開されていた。キーロフ線の破壊やポルシェヴィキの暗殺など活動は多岐にわたっていたが、赤軍側の反撃で殆どの兵士たちが1922年までに帰国した。タルヴェラもこの動きには強い共感を持ち、参謀本部アカデミーでは「ラドガ・カレリア奪還への好機」と題した卒業論文をアーロ・パヤリとの共同で作成している。
1926年、参謀本部アカデミー卒業後、猟兵連隊（サヴォ）長に任命。1927年から参謀本部の課長。タルヴェラは、軍内に広い交友を有し、カール・グスタフ・エミール・マンネルヘイムは彼を養子にすることすら考えていた。政治的には、反露、民族主義者だった。

### 冬戦争
1939年中盤、国防省軍事経済局長補、兵器会議参謀長として軍務に復帰。冬戦争勃発後、1939年12月8日、独立作戦群（7個大隊）を指揮し、ヴォルデマル・ハッグルンド将軍の第4軍団の北部側面の援護を委任された。12月12日、ソ連第139師団に逆襲をかけ、これを包囲・殲滅した。その後、援軍にかけつけたソ連第75師団も撃破した。10日間で600人を捕虜にし、戦車60両、火砲31門、機関銃220挺を鹵獲し、自軍の損害は25%だった。1940年2月19日、カレリア地峡で行動する第3軍団長に任命。ソ連第13軍の攻勢を良く持ちこたえ、終戦までケクスゴルムへの突破を許さなかった。

### 継続戦争
戦後、タルヴェラは、ペツァモ要塞の指導を委任された。1940年9月、マンネルハイムの私的代理人としてベルリンに渡り、ドイツ参謀本部代表と武器供給等について交渉した。その後も数回ドイツを訪れ、独ソ戦（継続戦争）時のフィンランド軍の行動を調整した。
1941年6月、第6軍団（第5、第11師団、第1猟兵旅団）長に任命され、開戦と共にカレリア軍の編成下に入った。東カレリアの攻勢で重要な役割を果たし、7月、ソ連第71狙撃師団の防衛線を突破し、7月14日、ソ連第7軍を掃討し、1939年時のソ・フィン国境に到達した。9月4日、第6軍団（2個師団増強）は、スヴィル方面で攻勢を開始し、南部作戦集団の防衛線を突破し、9月6日、オロネツを奪取した。ハッグルンド将軍の部隊によるペトロザヴォーツク奪取を支援した後、オネジュ湖北方の戦いに参加した。
1942年初め、攻勢を停止し、防勢転移していたカレリア軍の司令官に任命。1942年中盤、ドイツ国防軍最高司令部附属フィンランド軍総司令官代表としてベルリンに赴任。
1944年6月末、ソ連軍が大規模攻勢を開始し、タルヴェラは緊急に召還され、セゴゼルとオネジュ湖間に展開する第2軍団（別名マセル作戦群）長に任命された。6月14日、オロネツ作戦群のL.エギア将軍を更迭。部隊を密かに撤収させ、スヴィル川の線で陣地を敷いたが、ソ連第32軍の攻撃を支えられず、8月9日に退却した。1944年8月1日から9月7日まで再び国防軍最高司令部附属フィンランド軍総司令官代表。

### 戦後
1946年に退役し、南米に渡り、ビジネスに従事した。1949年、財産を築いて、フィンランドに帰国。多くの会社の役員を務めた。1951年、マンネルハイム元帥記念協会を創設し、その会長となった。

## 家族
1919年に結婚し、1人の娘を授かるも1922年離婚。翌年再婚し、1男2女をもうけた。